# Mara (budismo)

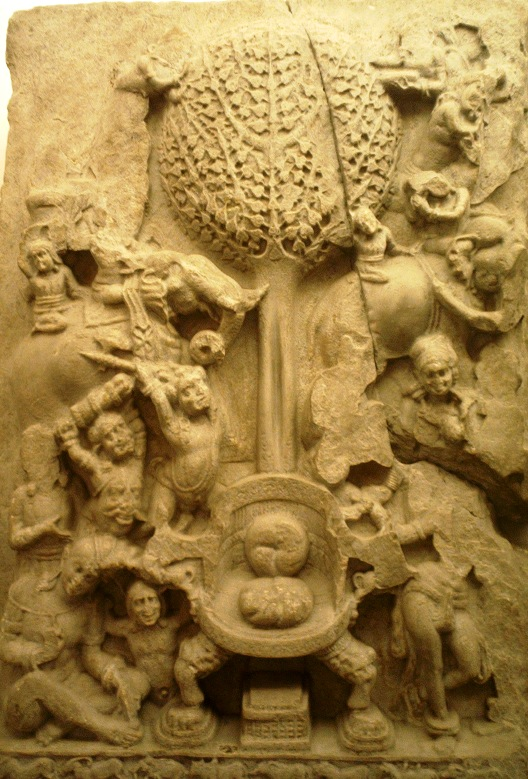

Para o Budismo, Mara é o oposto de Buda, ou seja, uma vez que Buda representa a iluminação, Mara é a ilusão. Isto é personificado como o demônio Mara que teria tentado impedir Siddhartha Gautama de alcançar a iluminação e também vive no interior de cada pessoa tentando mantê-la adormecida na ilusão Maya do mundo.

## A luta de Buda contra Mara
"Um dia, o Buda estava em uma caverna, onde estava fresco. Ananda, seu assistente, estava praticando meditação caminhando perto da caverna, tentando interceptar as muitas pessoas que sempre vinham visitar o Buda, de forma que ele não recebesse convidados o dia todo. Neste dia, enquanto Ananda estava praticando, viu alguém se aproximando. Quando a pessoa chegou perto, Ananda reconheceu Mara.
Mara tentou o Buda na noite antes dele se tornar iluminado. Mara disse ao Buda que ele poderia se tornar um homem de grande poder – um político, um rei, um presidente, um ministro ou um bem sucedido homem de negócios com dinheiro e lindas mulheres – se ele desistisse de sua prática de plena consciência. Mara tentou duramente convencer o Buda, mas não funcionou.
Embora Ananda tenha se sentido desconfortável ao ver Mara, Mara já o tinha visto, portanto não poderia se esconder. Eles se cumprimentaram.
Mara disse: “Eu quero ver o Buda.”
Quando o líder de uma corporação não quer ver alguém, ele pede para sua secretária dizer: “Desculpe, ele agora está em uma conferência.” Embora Ananda quisesse dizer algo assim, sabia que estaria mentindo e ele queria praticar o Quarto Treinamento - não mentir. Portanto ele decidiu dizer o que estava em seu coração para Mara.
“Mara, porque o Buda deveria vê-lo? Qual o motivo? Você não lembra que foi derrotado pelo Buda sob a árvore de Bodhi? Como você ousa vê-lo de novo? Não tem vergonha? Porque ele deveria vê-lo? Você é seu inimigo.”
Mara não foi desencorajado pelas palavras do Venerável Ananda. Ele apenas riu enquanto ouvia ao jovem. Quando Ananda terminou, Mara riu e perguntou: “Realmente seu professor diz que tem inimigos?”
Isto fez Ananda ficar muito desconfortável. Não parecia correto dizer que o Buda tinha inimigos, mas ele disse! O Buda nunca disse que tinha inimigos. Se você não está concentrando muito profundamente ou plenamente consciente, pode dizer coisas que são contrárias ao que você sabe e pratica. Ananda estava confuso. Ele entrou na caverna e anunciou Mara, esperando que seu professor dissesse, “Diga a ele que não estou em casa!” ou “Diga a ele que estou em uma conferência.”
Para surpresa de Ananda, o Buda sorriu e disse: “Mara! Peça a ele para entrar!”
Ananda estava perplexo pela resposta do Buda. Mas ele fez o que o Buda disse e convidou Mara para entrar. E você sabe o que o Buda fez? Ele abraçou Mara! Ananda não podia entender isso. Então o Buda convidou Mara para sentar no melhor lugar da caverna e virando-se para seu amado discípulo disse: “Ananda, você poderia ir e nos preparar um chá de ervas?”
Como você deve ter adivinhado, Ananda não estava muito feliz com isso. Fazer chá para o Buda era uma coisa – ele poderia fazer milhares de vezes ao dia – mas fazer chá para Mara não era algo que ele queria fazer. Mas como foi o Buda que pediu, ele não poderia recusar.
Buda olhou amavelmente para Mara. “Querido amigo”, ele disse, “como tem passado? Está tudo bem?”
Mara respondeu: “Não, as coisas não vão bem, elas vão mal. Estou muito cansado de ser Mara. Quero ser outra pessoa, alguém como você. Onde quer que você vá é bem-vindo e as pessoas te reverenciam. Você tem muitos monges e monjas com faces amáveis te seguindo e te oferecem bananas, laranjas e kiwis.”
“Onde quer que eu vá”, Mara continuou, “tenho que vestir a persona de um demônio – tenho que falar de uma maneira convincente e manter um exército de pequenos demônios maliciosos. Cada vez que expiro, tenho que respirar fumaça do meu nariz! Mas eu não ligo muito para essas coisas; o que me aborrece bastante é que meus discípulos, os pequenos Maras, começaram a falar sobre transformação e cura. Quando eles falam sobre liberação e budeidade, não posso suportar. É por isso que eu vim para te pedir se podemos trocar os papéis. Você pode ser Mara e eu serei Buda.
Quando o Venerável Ananda ouviu, ficou tão aterrorizado que pensou que seu coração poderia parar. Como ficaria se o Buda decidisse trocar papéis? Então Ananda seria o assistente de Mara! Ananda esperou que o Buda recusasse.
O Buda calmamente olhou para Mara e sorriu. “Você acha que é fácil ser um Buda?” Ele perguntou. “Pessoas estão sempre me entendendo mal, colocando palavras na minha boca. Eles constroem templos com estátuas minhas feitas de cobre, gesso, ouro e até mesmo esmeraldas. Grandes multidões me oferecem bananas, laranjas, doces e outras coisas. Às vezes sou carregado em procissão, sentando como um bêbado em cima de flores. Eu não gosto de ser esse tipo de Buda. Muitas coisas danosas foram feitas em meu nome. Portanto, você pode ver que ser um Buda é também muito difícil. Ser um professor e ajudar a prática das pessoas não é uma profissão fácil. Na verdade, eu não penso que você gostaria muito de ser um Buda. É melhor se ambos continuarmos a fazer o que estamos fazendo e tentar fazer o nosso melhor.
Se você estivesse lá com Ananda, e se estivesse plenamente consciente, poderia ter sentido que Buda e Mara eram amigos. Eles se complementam como dia e noite, flor e lixo vindo juntos. Este é um profundo ensinamento do Buda.
Agora você tem uma ideia de que tipo de relação existe entre Buda e Mara. Buda é como a flor, muito fresca e bonita. Mara é como o lixo – fedorento, coberto de moscas e desagradável de tocar. Mara não é de forma nenhuma agradável, mas se você sabe como transformar Mara, Mara se tornará o Buda. E se você não souber como tomar conta do Buda, ele se tornará Mara.”